# 1012 Сарема
1012 Сарема (1012 Sarema) — астероїд головного поясу, відкритий 12 січня 1924 року.
Тіссеранів параметр щодо Юпітера — 3,463.